# Operación moon
Operación Moon es un documental sonoro sobre el caso del violador de La Paz. Lanzado el 18 de julio de 2022 en la plataforma de audio Sonora, el periodista Manuel Marlasca reconstruye la historia de la detención de uno de los mayores depredadores de España por cuatro mujeres: dos policías y dos víctimas.

## Sinopsis
Conocido como el 'violador del ascensor', Pedro Luis Gallego sembró el pánico en la zona Centro de Castilla y León por 13 violaciones y dos asesinatos: el de Leticia Lebrato y el de Marta Obregón. El periodista Manuel Marlasca reproduce su caso.

## Sobre el caso
Pedro Luis Gallego se convirtió, con solo 19 años, en el depredador sexual que atormentó a los ciudadanos de Castilla y León y de Madrid durante cuarenta años. Fue encarcelado por primera vez en 1979, pero en 1982 fue excarcelado y volvió a acumular condenas por abuso. Un año después volvió a entrar en la cárcel. En 1985 fue juzgado por un robo y un delito de abusos. Dos años más tarde, en 1987, lo condenaron a 10 años de cárcel por violación, pero salió en 1992, habiendo cumplido solo la mitad de la pena por haber redimido la mitad de la condena estudiando el título de la ESO. Ese mismo año cometió el asesinato de Marta Obregón, una estudiante de Periodismo de 22 años y también el de Leticia Lebrato.
Fue condenado a 328 años de cárcel por dos asesinatos, dieciocho violaciones, un tiroteo con la policía, tres tentativas, robo con intimidación y tenencia ilícita de armas. Sin embargo, salió en 2013 después de una sentencia del Tribunal de Estrasburgo que anuló la doctrina Parot.
El 16 de diciembre de 2016, Pedro Luis Gallego abordó con una pistola a una joven de 17 años en una calle de la zona norte de Madrid. Dos meses después, en febrero de 2017, volvió a apuntar a otra joven con una pistola hasta llevarla a su coche. Más tarde la llevó a una casa en Segovia e intentó agredirla sexualmente en varias ocasiones. El 14 de abril de 2017 repitió la operación con otra mujer.
1. ↑  Montero, Luis Miguel (2 de octubre de 2019). «Historia criminal de Pedro Luis Gallego, el violador del ascensor». elcierredigital.com. Consultado el 23 de febrero de 2023.
2. ↑  Burgos, El Correo de (15 de junio de 2017). «El asesino de Leticia Lebrato y Marta Obregón, detenido por secuestrar y agredir sexualmente a cuatro mujeres». El Correo de Burgos. Consultado el 23 de febrero de 2023.
3. ↑  Press, Europa (2 de octubre de 2019). «El violador del 'ascensor', a juicio por violar a dos jóvenes abordadas en La Paz». www.europapress.es. Consultado el 23 de febrero de 2023.

- Datos: Q116971128